# Simon de Harlez

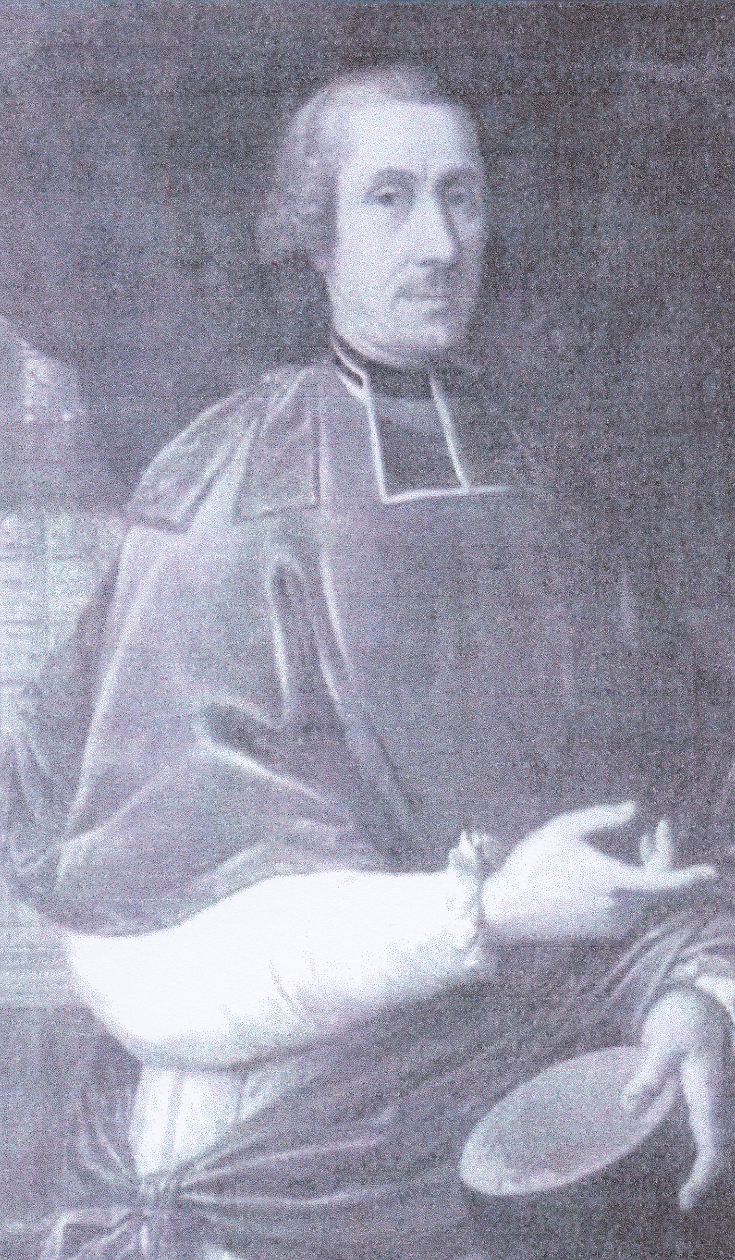
Simon-Joseph de Harlez

Simon de Harlez (ca. 1700,, probablement 1716 - Deulin, entre 1778 et 1782,, probablement 1781) était un ecclésiastique liégeois, abbé commendataire du Val-Saint-Lambert, écrivain et dramaturge qui contribua à la diffusion du folklore wallon liégeois.

## Conseiller du prince-évêque et chanoine tréfoncier
Simon-Joseph de Harlez, seigneur de Fronville, prévôt de la collégiale Saint-Denis, était le conseiller du prince-évêque de la principauté de Liège Charles-Nicolas d’Oultremont.
Il était également chanoine tréfoncier de la Cathédrale Saint-Lambert de Liège. À partir de 1750 il fit reconstruire entièrement l'abbaye du Val-Saint-Lambert par Jean-Gilles Jacob. Ces positions faisaient de lui un des hommes les plus importants de la région. Cependant, il décède alors que la révolution liégeoise couve, laquelle vise les notables de la ville dont il faisait partie.

## Protecteur des arts
Simon-Joseph de Harlez, que Florkin surnomme « le Molière des sources minérales de Spa », était un protecteur des arts et un membre actif de la communauté des notables liégeois. Le chanoine de Harlez était responsable d’un salon littéraire qui se réunissait toutes les semaines. Dans son salon, l’on présente littérature et musique, mais l’on y commente et critique également les arts dans leur ensemble. Les compositeurs Jean-Noël Hamal et André Grétry trouveront sous sa protection une aide considérable au développement de leurs carrières.
Il pourvut à l'éducation de Grétry en le faisant admettre comme enfant de chœur à la collégiale Saint-Denis. Il lui procura plus tard une bourse de la Fondation Darchis qui lui permit de se rendre à Rome où il séjourna au Collège liégeois de 1759 (ou de 1761) à 1766.

## Théâtre liégeois
Le Théâtre liégeois (Teyåte lidjwès) est un groupe littéraire folklorique et régionaliste issu du salon littéraire de Simon-Joseph de Harlez. Le Théâtre liégeois reste encore aujourd’hui une importante contribution au patrimoine artistique de la Belgique. Le théâtre liégeois s’inscrit dans un mouvement général se développant simultanément dans plusieurs régions de l’Europe (en Italie et en France par exemple). C’est d’ailleurs dans le théâtre napolitain que de Harlez trouve l’inspiration pour ses opéras burlesques.

### Le Voyage de Chaudfontaine(1757)
Avec Jacques-Joseph Fabry, Pierre-Grégoire de Vivario, Pierre Robert de Cartier de Marcienne il écrit Le Voyage de Chaudfontaine (Li Voêche di Tchofontaine ou Li Voëgge di Chôfontaine) un opéra en wallon liégeois mis en musique par Jean-Noël Hamal. Représenté pour la première fois en 1757, cet opéra-bouffe en trois actes reprend des scènes burlesques populaires et comiques de la vie liégeoise. Cette œuvre est considérée comme une contribution de première importance à la diffusion de la langue wallonne liégeoise.

### Les Hypocondriaques(1758)
Représenté pour la première fois en 1758, cet opéra en trois actes écrit par de Harlez et mis en musique également par Hamal se distancie du style du Voyage de Chaudfontaine. Les Hypocondriaques (Les Hypocondes ou Les Ypocontes) prend pour thème le voyage de bourgeois aux thermes de Spa qui souffrent de maladies imaginaires.

## Hommage
La rue de Harlez à Liège lui rend hommage.